# Melmerby, Cumbria
Melmerby är en by och civil parish i kommunen Westmorland and Furness i Cumbria i England. Byn är belägen 13 km från Penrith. Orten har 200 invånare. Skapad 1 april 2019 (CP).